# Herbertpur
Herbertpur is een plaats in het district  Dehradun in de Indiase staat Uttarakhand. Herbertpur ligt op een hoogte van 427 meter.
In Herbertpur staat het Lehman-ziekenhuis dat werd gesticht door christelijke missionarissen, met het doel, naast het bevorderen van het christendom, de nodige medische zorg te leveren aan de plaatsen in de omgeving en de bergdorpen in Jaunsar-Bawar en de Himachal Pradesh.

## Demografie
In 2001 had Herbertpur 9242 inwoners, waarvan 53% mannen en 47% vrouwen. 13% van de bevolking is jonger dan 6 jaar. De alfabetiseringsgraad was 69%, waarvan 75% mannen en 63% vrouwen, dat gemiddeld hoger is dan het landelijk gemiddelde van 59,5%.
Sinds de Tibetaanse diaspora medio 20e eeuw is er een nederzetting gebouwd voor Tibetanen ballingen.